# Purpur
Purpur (lat. purpura od grč. πορφύρα) je na svjetlu stalna tamna boja koja se u starom vijeku dobivala iz morskih puževa (školjki) bagarka ili bodljikavog volaka (lat. Murex brandaris) i Murex trunculus. Te školjke izlučuju iz posebne žlijezde žutu sluz koja na sunčevoj svjetlosti postaje najprije zelena, potom modra i na kraju crvenkasta, ljubičastocrvena, bliska grimiznoj (kada se dobiva iz vrste Murex brandaris), odnosno tamnoljubičasta (kada se dobiva iz vrste Murex trunculus). Purpur se počeo proizvoditi oko 2000. pr. Kr. na Kreti, a najpoznatiji proizvođači bili su Feničani. 
U prenesenom značenju purpur znači i odjeću obojenu tom bojom. U najstarije doba nošenje purpura bila je povlastica vladara; za Rimskoga Carstva toliko se proširilo da su Cezar i August u okviru mjera protiv pretjerane raskoši donijeli uredbe koje su ograničavale uporabu purpura. U Bizantu je opet oznaka vladara i njegove najbliže okoline. Purpurati, purpurna odjeća kardinala koju je uveo papa Pavao II., još podsjeća na taj status purpura.

## Antikni purpur
Antikni purpur sadrži kao osnovnu komponentu 6,6'-dibrom-indigo, C16H802N2Br2 (C.I. 75800), koji tvori bakrenosjajne kristale. Do 13 stoljeća bio je najviše cijenjeno crvenoljubičasto bojilo. Postoji crveni i plavi purpur. Crveni se purpur (lat. Purpura blatta) dobiva od puževa, bodljikavih volaka (lat. Murex brandaris), a plavi purpur (lat. Purpura hyacinthina) od kvrgavih volaka (lat. Murex trunculus). Ljubičasti je purpur smjesa crvenog i plavog purpura. Na vuni purpur tvori jaku i postojanu crvenu, plavu i ljubičastoplavu boju, a upotrebljava se i kao pigment za izradu slikarskih boja.

## Slike
|                           |                                   |                                                              |                                           |
| Purpurno obojene tkanine. | Kartaški Murex pigment iz Tunisa. | Purpurna boja dobivena iz morskih puževa Hexaplex trunculus. | Purpurni puževi (lat. Hexaplex trunculus) |